# Nesillas typica
Nesillas typica là một loài chim trong họ Acrocephalidae.